# Фосфоритная война

Фосфоритовые залежи в Эстонии

Фосфоритная война (эст. Fosforiidisõda) — масштабные экологические протесты в Эстонской ССР в конце 1980-х годов, вызванные планами начать разработку фосфоритных месторождений на северо-востоке республики. Протесты не только добились поставленной цели, но и во многом способствовали развитию движения за независимость Эстонии. Экологический страх загрязнения окружающей среды смешивался с опасениями, что для работы на крупных шахтах потребуется ввоз рабочей силы из других советских республик, что еще сильнее изменит демографический баланс. Успех кампании способствовал развитию протестов с политическими требованиями и значительно подорвал авторитет советских властей.

## Предпосылки и начало
Месторождения фосфоритов в Эстонии расположены в районе Маарду, Тоолсе, Азери, Раквере, Кабала и Юлгазе. Раквереское — самое крупное из них.
Добыча фосфоритов в Эстонии началась в 1920 году в деревне Юлгазе рядом с Маарду (Маардуское месторождение). В 1939 году началось строительство новой фосфоритовой шахты и обогатительной фабрики в расположенной возле Маарду деревне Крооди. Было создано акционерное общество «Ээсти Фосфорийт», на базе которого с 1940 года стал развиваться промкомбинат «Эстонфосфорит», с 1975 года носивший название Маардуский химический завод. В 1978 году заводом, в числе прочего, было произведено 688 273 тонны простого и 500 041 тонна гранулированного суперфосфата и 201 799 тонн фосфоритной муки; добыто 712 828 тонн фосфоритной руды, при этом перемещено 5,2 млн. м3.
Разведывались и начинали разработку и других месторождений, вплоть до 1991 года, что создало экологические проблемы в районе.
В 1970-х годах правительство СССР проявило интерес к разработке месторождений в Ляэне-Вирумаа. Изначально планировалось разрабатывать месторождение Тоолсе, но позже фокус делался на месторождении Раквере. Планы не были оглашены, но с ранних стадий эстонские ученые и экологи, вовлеченные в обсуждение вопроса, высказывали опасения о загрязнении окружающей среды, связанном с подобной разработкой. Например, среди них был Эндель Липпмаа, член Эстонской академии наук.

## Основные события
Вопрос о добыче фосфоритов стал известен широкой публике 25 февраля 1987 года. Этот день обычно считают началом фосфоритной войны. В этот день планы по разработке месторождений на севере Эстонии были оглашены на эстонском телевидении. И хотя коммунистическая партия Эстонии публично заявляла, что окончательное решение за эстонцами, правительство уже утвердило планы по разработке.
Против разработки новых месторождений были подписаны петиции и протесты. Пик возмущений пришелся на весну 1987 года. На традиционной демонстрации в День труда студенты университета Тарту вышли со слоганами против добычи фосфоритов, одетые в желтые футболки с соответствующей протестной надписью.
8 мая Прийт Пярн опубликовал в газете Sirp ja Vasar («Серп и молот») карикатуру под названием «Только навоз» (эст. Sitta kah!). На ней был изображен крестьянин, бросающий на свою землю кусок навоза в форме Эстонии. Карикатура часто обсуждалась и стала как минимум одной из самых известных, когда-либо публиковавшихся в Эстонии. Из-за противодействия разработке месторождений 18 сентября 1987 года советское правительство отменило свои планы. Официальный конец фосфоритной войны не определён, но движение успокоилось в течение следующего 1988 года.

## Последствия
Непреднамеренные последствия этой «войны» сыграли важную роль в судьбе страны. Фосфоритная война расшевелила народные массы, дала людям веру в успех совместных действий и стала важным фактором в исчезновении страха перед режимом. В числе прочего, она стала одной из причин, приведших к дестабилизации советского правительства в Эстонии.
Вопрос возобновления добычи фосфоритов еще не раз поднимался с тех пор, но на предложения компаний правительство отвечало отказом. Однако в 2016 году Министерство окружающей среды сообщило, что рассматривает возможность проведения исследований и начала добычи полезных ископаемых, в том числе фосфоритов.
В 2017 году эстонский академик Анто Раукас высказал мнение, что «залежи фосфорита в земле Эстонии стоимостью в сотни миллиардов долларов ждут, чтобы их с умом переработали в ценное удобрение». О необходимости провести масштабное исследование фосфоритов в Эстонии в 2020 году высказался также Эстонский Институт геологии.
Фосфорит — это минеральный ресурс, дефицитный в мировом масштабе, и в 2010-е годы его цена стремительно росла. Прогнозируемые мировые запасы фосфорита невелики — всего около 290 миллиардов тонн, и Эстония с ее 2,9 миллиардами тонн потребительских и резервных запасов и 8,4 миллиардами прогнозируемых запасов также занимает важное место в мировом масштабе. Эстонский фосфорит — бедное сырьё с точки зрения наличия полезного компонента (11 %), но это компенсируется лёгкостью его обогащения. Ценность эстонского фосфорита также увеличивается за счёт низкого содержания в нём кадмия и стронция, в отношении которых в Европейском Союзе действуют очень строгие ограничения.
Заброшенные корпуса Маардуского химзавода в деревне Крооди и заброшенная фофоритная шахта в Юлгазе, 2010 год:

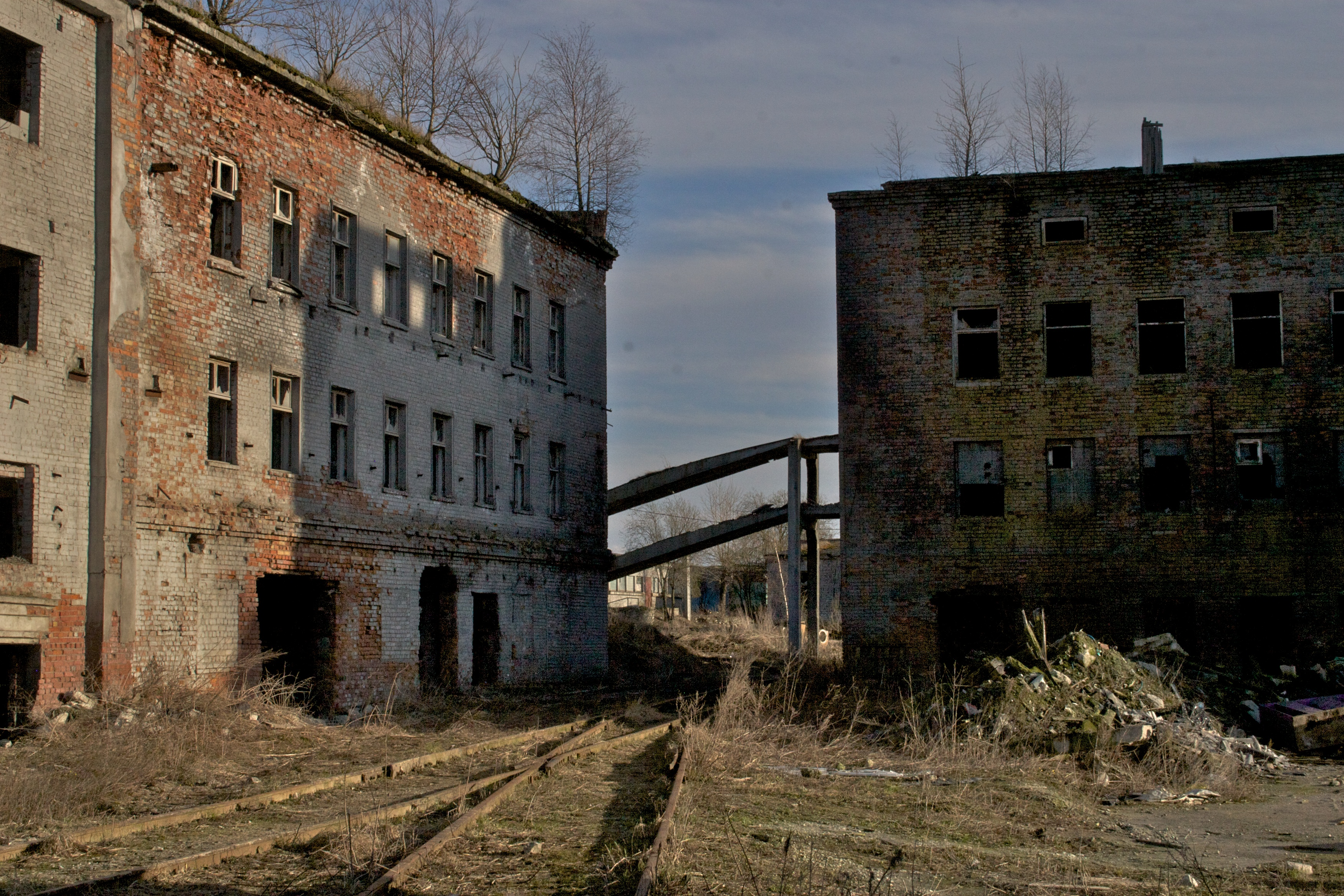
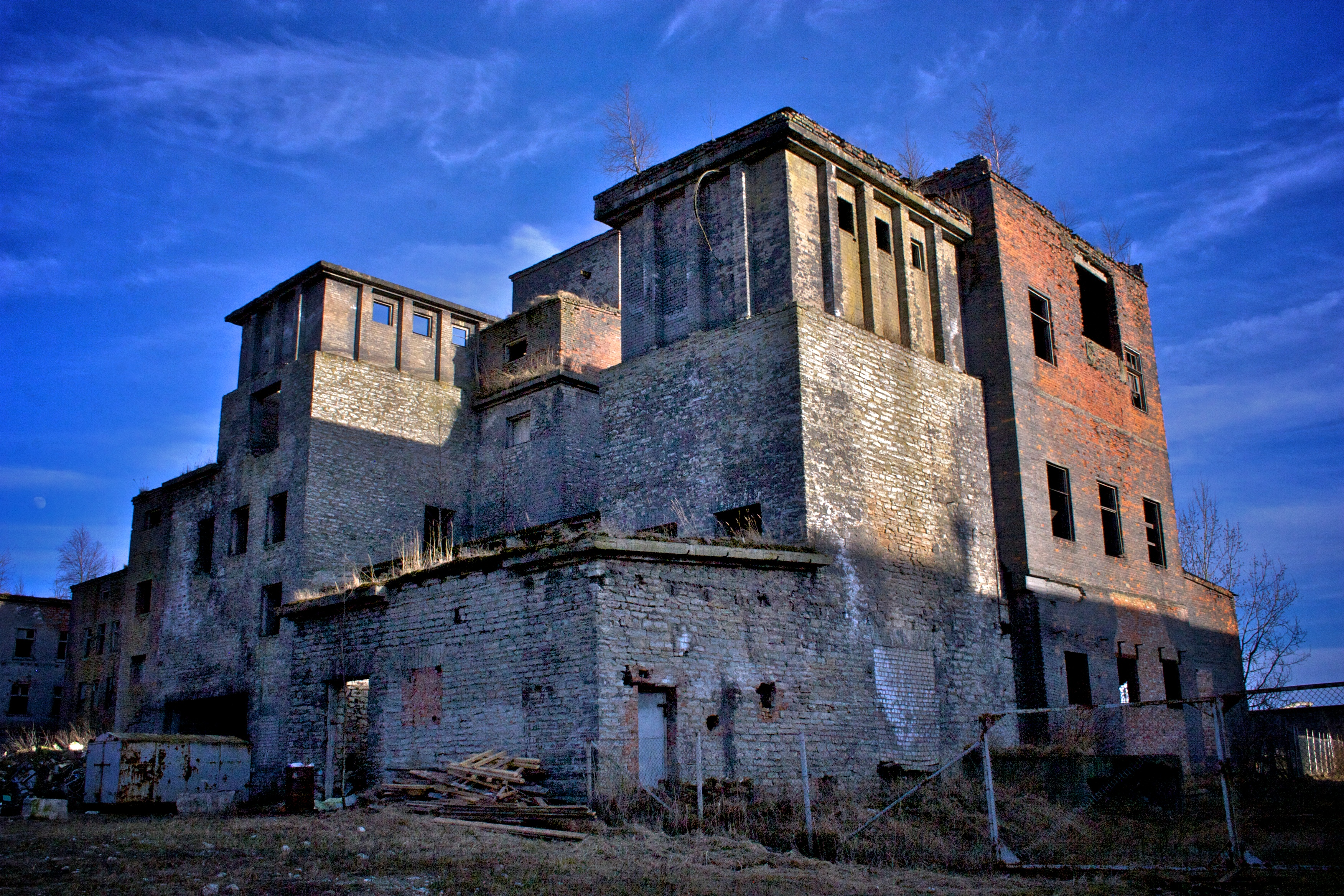
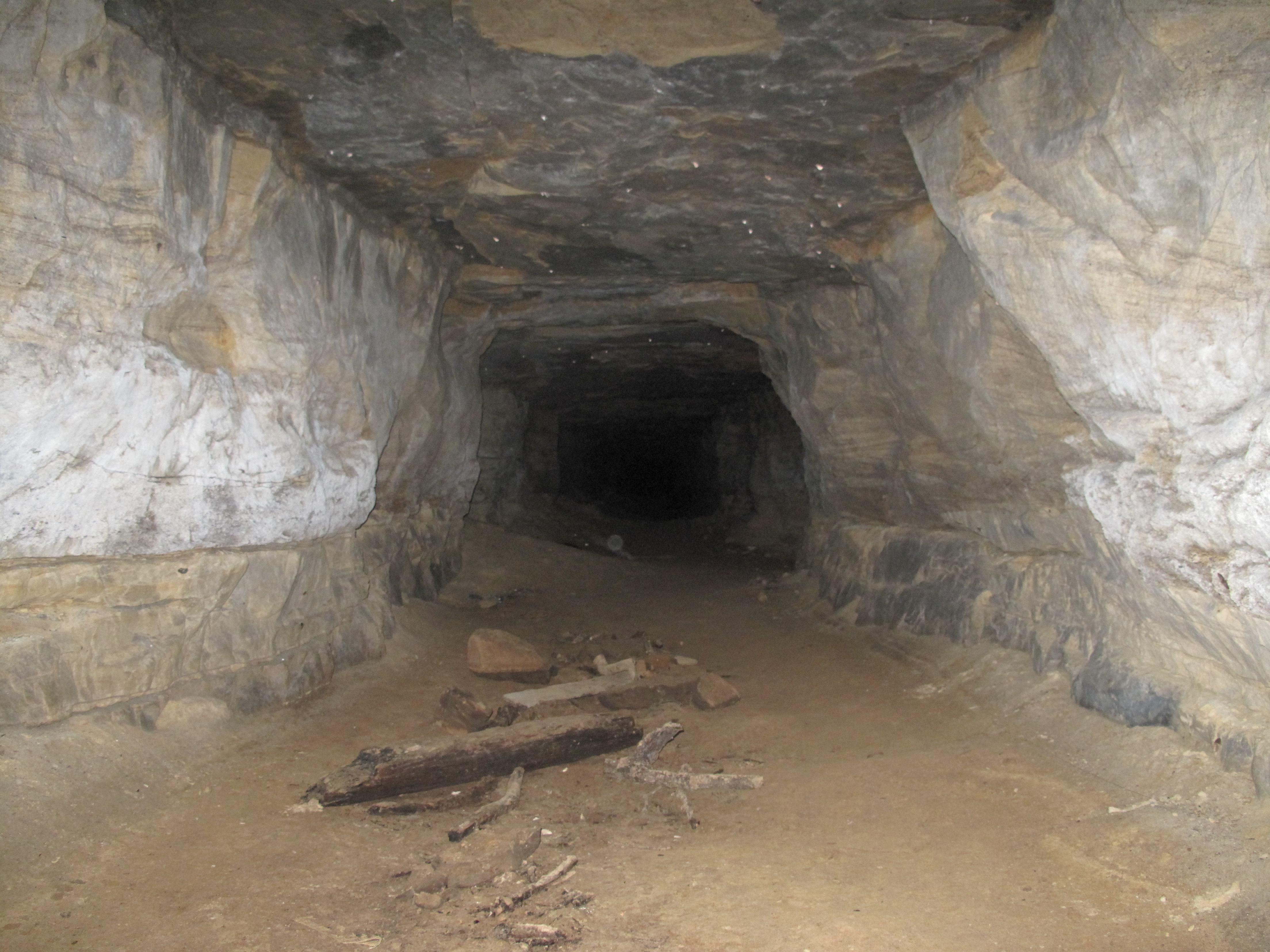